# Копылов, Александр Мстиславович
Алекса́ндр Мстисла́вович Копыло́в (род. 25 февраля 1964, Москва) — российский офицер, полковник, сотрудник Управления «В» («Вымпел») Центра специального назначения ФСБ Российской Федерации, Герой Российской Федерации (2006).

## Биография
Александр Мстиславович Копылов родился 25 февраля 1964 года в городе Москве. После окончания средней школы поступил на факультет лесного хозяйства Московского государственного лесотехнического института. Одновременно с учёбой активно занимался горным туризмом и альпинизмом. Кандидат в мастера спорта по альпинизму. Вегетарианец с 1985 года. В 1989 году поступил на работу в альпинистскую спасательную службу, участвовал в проведении спасательных операций на Северном Кавказе. После создания Министерства Российской Федерации по делам гражданской обороны, чрезвычайных ситуаций и ликвидации последствий стихийных бедствий служил в его системе в качестве спасателя. В 1995 году командировался на Сахалин, где участвовал в спасении пострадавших от разрушительного землетрясения в городе Нефтегорске.
В 1999 году Копылов поступил на службу в Управление «В» («Вымпел») Центра специального назначения Федеральной службы безопасности Российской Федерации, дослужился до звания полковника и должности начальника 6-го отдела, отвечающего за горную подготовку личного состава. В годы Второй чеченской войны неоднократно командировался в зону контртеррористической операции на Северном Кавказе, принимал самое активное участие в боевых действиях против незаконных вооружённых формирований сепаратистов, проведении специальных операций по их ликвидации.
Закрытым Указом Президента Российской Федерации полковник Александр Мстиславович Копылов за «мужество и героизм, проявленные при выполнении специального задания» был удостоен звания Героя Российской Федерации с вручением медали «Золотая Звезда». Награда была вручена Герою Президентом Российской Федерации (в 2008—2012 годах) Д. А. Медведевым.
В 2021 году в звании полковника Копылов был уволен в запас. Проживает в Москве.
Поддерживает связи с ветеранскими и спортивными организациями, в том числе с Федерацией альпинизма России.
Был также награждён рядом орденов и медалей.